# 生物多樣性保護網
生物多樣性保護網（英語：National Biodiversity Network ，簡稱NBN）是2000年在英國成立的一個協作項目，致力通過各種渠道提供各種生物多樣性信息，包括通過NBN Atla以互聯網提供的信息。
據估計，英國和愛爾蘭有多達 60,000 人定期記錄生物多樣性信息，大部分的人是自願者。NBN會聯合起大約 2,000 個國家協會和記錄計劃。英國政府還通過其機構收集生物多樣性數據，當地環境記錄中心網絡可以用作整理和解釋這些數據。
2012 年，它被列入英國慈善機構募捐最多的前 1000 名。

## 資料來源
1. ↑  . nbn.org.uk. 2013-06-26  [2013-07-08]. （原始内容存档于2019-09-06）.
2. ↑  . NBN Atlas.   [2018-06-27]. （原始内容存档于2022-01-16） （英国英语）.
3. ↑  . the Guardian. 2012-04-24  [2019-02-12]. （原始内容存档于2021-04-27） （英语）.

## 外部連結
- 官方网站
- NBN Atlas （页面存档备份，存于） (data)
- View the NBN Strategy 2015 -2020 （页面存档备份，存于）
- Association of Local Environmental Records Centres （页面存档备份，存于） - for more information on Local (Biological) Records Centres
- National Forum for Biological Recording （页面存档备份，存于）